# Prabasvara
A prabhasvara Gautama Buddha aurájának színe. Az aura valóságos spektruma a következő öt színből tevődik össze:
- 'níla' (zafír kék)
- 'píta' (arany sárga)
- 'lohita' (bíbor)
- 'odáta' (fehér)
- 'mandzseszta' (skarlátvörös)

Az öt szín keverékét nevezik prabhasvarának, de azokat külön sávonként szokták ábrázolni. Ezt az öt színt ábrázolja a 19. században megalkotott buddhista zászló.